# 吴冠青
吴冠青，中国协和医科大学教授，从事免疫学、细胞生物学等方面的研究，中国教育部第六批“长江学者”特聘教授。

## 生平
1982年博士毕业于东南大学医学院，后曾在中国医学科学院肿瘤医院工作；
1991年取得中国协和医科大学博士学位。1992至1994年先后在内布拉斯加大学医学院和爱因斯坦医学院从事博士后研究；
1998年起先后在爱因斯坦医学院、耶鲁大学医学院、范得比尔特大学医学院、中国协和医科大学工作。